# Witchcraft (fim fra 1916)
Witchcraft er en amerikansk stumfilm fra 1916 af Frank Reicher.

## Medvirkende
- Fannie Ward som Suzette
- Jack Dean som Richard Wayne
- Paul Weigel som Makepeace Struble
- Lillian Leighton som Nokomis